# Halictus nivalis
Halictus nivalis är en biart som beskrevs av Ebmer 1985. Halictus nivalis ingår i släktet bandbin, och familjen vägbin. Inga underarter finns listade i Catalogue of Life.